# Březnice (řeka)
Březnice je malá říčka ve Zlínském kraji. Je to levostranný přítok řeky Moravy. Délka jejího toku je 24,8 km. Plocha povodí měří 124,9 km².

## Průběh toku
Březnice pramení severovýchodně od stejnojmenné obce v nadmořské výšce 405 m. Teče převážně jihozápadním směrem. Protéká Březnicí, Bohuslavicemi u Zlína, dále obcí Šarovy, Březolupy a Bílovicemi. Vlévá se zleva do řeky Moravy u Uherského Hradiště (v Jarošově) v nadmořské výšce 180 m.

### Větší přítoky
- levé – Zlámanecký potok
- pravé – Hlubocký potok, Burava

## Vodní režim
Průměrný průtok u ústí činí 0,38 m³/s.